# Henri Jan Wienese
Henri Jan Wienese, nizozemski veslač, * 4. junij 1942, Amsterdam.
Wienese je v enojcu osvojil zlato olimpijsko medaljo na Poletnih olimpijskih igrah 1968 v Mexico Cityju. 